# Predgrijač zraka
Predgrijač zraka je opći izraz koji opisuje bilo koji uređaj, projektiran da zagrijava zrak prije bilo kojeg drugog procesa. Glavni cilj im je povećavanje toplinskog stupnja iskoristivosti procesa. Oni se mogu koristili zasebno, kao zamjena za izmjenjivače topline ili kao parne cijevne vijuge. Predgrijači zraka se koriste u velikim kotlovima termoelektrana koje proizvode električnu energiju fosilnih goriva, biomase ili otpada kao naknadne ogrjevne površine generatora pare. Svrha predgrijača zraka je da oduzme toplinu dimnom plinu, čime se povećava toplinski stupanj iskoristivosti kotla. Kao posljedica, dimni plin ide u dimnjak ohlađen, te tako omogućuju pojednostavljenu konstrukciju dimnjaka. Predgrijači zraka također omogućavaju kontrolu preko temperature plinova koji izlaze iz dimnjaka.

## Tipovi
Postoje dva tipa predgrijača zraka koji se upotrebljavaju u generatorima pare termoelektana. Jedan je cjevasti tip koji je ugrađen u dimovodnu cijev, a drugi je regenerativan predgrijač zraka. Oni mogu biti postavljeni u vodoravni ili okomiti dio dimovoda. Još jedan tip predgrijača je regenerator koji se koristi u željezarama i industriji stakla.

### Cjevasti tip predgrijača zraka

#### Konstrukcijski oblici
Cjevasti se predgrijači sastoje od snopa ravnih cijevi koje prolaze kroz izlazne kanale kotla. Unutar kanala, plinovi vruće peći prolaze kroz cijev predgrijača, prenoseći toplinu dimnog plina prema zraku u predgrijaču. Okolni zrak se tlačnim ventilatorom upuhuje kroz kanale na jednom kraju cijevi predgrijača, a na drugom kraju zagrijan zrak iz unutrašnjosti cijevi se pojavi u drugom skupu kanala, koji ga nose prema ložištu kotla za izgaranje. U predgrijačima zraka s okomitim cijevima dimni plin prolazi kroz cijevi, a zrak oko njih, dok kod izvedbi s vodoravnim cijevima dimni plin prolazi oko cijevi, a zrak kroz njih. Bolja je izvedba s vodoravnim cijevima zbog manjih problema, naročito pri začepljenju prolaza na dimnoj strani. 
Predgrijači zraka s čeličnim cijevima ne izvode se s rebrima za povećanje ogrjevne površine, jer bi ona morala biti s unutarnje i vanjske strane, jer dimni plinovi i zrak imaju podjednaki koeficijent prijelaza topline. Orebrenje samo s jedne strane ne bi dalo pravi učinak. Stoga se orebrene izvedbe predgrijača zraka prave od lijevanih cijevi eliptičnog oblika, koje imaju rebra i s vanjske i s unutarnje strane. Rebra su postavljena u smjeru strujanja zraka, odnosno dimnih plina da bi se smanjili otpori strujanja preko njih.

### Regenerativni tip predgrijača zraka
Postoje dva tipa regenerativnih predgrijača zraka: regenerativni predgrijači zraka s rotirajućom pločom i regenerativni predgrijači zraka sa stacionarnom pločom.

#### Regenerativni predgrijač zraka s rotirajućom pločom
Konstrukcija rotirajuće ploče sastoji od elementa središnje rotirajuće ploče umetnute u odljevak s dva, tri ili četiri sektora koji sadržavaju brtvilo oko elementa. Brtva omogućuje elementu da rotira kroz sve sektore, ali drži zaplinjenost između sektora na minimumu, dok se ne osigura odijeljenost zaplinjenog zraka kroz sve sektore. Vrste s tri sektora su najčešće u modernim i snažnim uređajima koji se proizvode. U konstrukciji s tri sektora, najveći sektor je povezan s izlazom kotla koji sadržava vrući plin. Vrući dimni plin protječe kroz središnji element, prenoseći određenu količinu topline prema elementu. Drugi, manji sektor je povezan s okolnim zrakom pomoću ventilatora. Zrak prolazi preko zagrijanog dijela koji rotira unutar sektora i zagrijava se prije nego što dođe do ložišta kotla za izgaranje. Treći sektor je najmanji i on zagrijava zrak koji je usmjeren prema prašini i koristi se kao mješavina ugljene prašine sa zrakom koja se dovodi ugljenim plamenicima kotla. Prema tome, zagrijani zrak odstranio je vlagu iz ugljene prašine i prenio ju do plamenika kotla, a to je osnovna smjesa za izgaranje. Rotor prenosi toplinu u sustav i obično je sačinjen od neke vrste čelika i/ili keramičke strukture. On rotira prilično polako (oko 3-5 okretaja u minuti) da omogući optimalan prelazak topline od vrućih ispušnih plinova do elementa i nakon toga od elementa prema hladnijem zraku u drugim sektorima.
Okretanjem rotora dimni plin u svom prolazu neko vrijeme grije pakete limova, koji tada upijaju (akumuliraju) toplinu, a nakon toga, kada okretanjem dođu u struju zraka, on se hladi i preuzima toplinu na sebe. Budući da rade na rotirajućim dijelovima, brtve se u pogonu često troše, što je nedostatak rotacijskih predgrijača zraka. Drugi nedostatak je nužnost pogonskog stroja (elektromotora) za okretanje, jer se zbog njegova kvara ili mogućeg prekida u opskrbi električnom energijom treba da se obustavi rad generatora pare, da bi se spriječilo iskrivljavanje dijelova predgrijača zraka zbog nejednolikog zagrijavanja. S druge strane prednost im je što imaju veliku učinkovitu ogrjevnu površinu, pa su im ugradbene mjere dosta male. Kod velikih generatora pare novijih izvedbi, gdje su izlazne temperature dimnog plina zbog povećanja toplinske iskoristljivosti vrlo niske (čak ispod 115 °C), limeni paketi rotacijskih predgrijača se emajliraju da bi se spriječilo djelovanje niskotemperaturne korozije.

#### Regenerativni predgrijač zraka sa stacionarnom pločom
Elementi grijaće ploče kod ovog tipa regenerativnog predgrijača zraka također su postavljeni u odljevak, ali su prije stacionarni, nego rotacioni. Kako je naznačeno na crtežu, postoje rotirajući ulazni vodovi zraka na dnu stacionarnih ploča, sličnih izlaznim vodovima zraka na vrhu stacionarnih ploča. Regenerativni predgrijač zraka sa stacionarnom pločom je također poznat pod nazivom Rothemuhle predgrijač, kojeg je sredinom 1980-ih proizvela tvrtka Balke-Dürr GmbH iz Njemačke.